# Casa de Teja, Jalisco
Casa de Teja är en ort i Mexiko.   Den ligger i kommunen Juanacatlán och delstaten Jalisco, i den centrala delen av landet, 400 km väster om huvudstaden Mexico City. Casa de Teja ligger 1 525 meter över havet och antalet invånare är 320.
Terrängen runt Casa de Teja är kuperad österut, men västerut är den platt. Runt Casa de Teja är det ganska glesbefolkat, med 47 invånare per kvadratkilometer. Närmaste större samhälle är Zapotlanejo, 19,8 km norr om Casa de Teja. I omgivningarna runt Casa de Teja växer huvudsakligen savannskog.